# اسون هاناوالد
اسون هاناوالد (انگلیسی: Sven Hannawald؛ زادهٔ ۹ نوامبر ۱۹۷۴) بازیکن فوتبال اهل آلمان بود.